# Le Serment de la jeunesse
Le Serment de la jeunesse (Клятва юности; Kliatva iounosti) est une composition sculptée monumentale érigée à Taganrog (ville portuaire du sud de la Russie) en 1973 en l'honneur de la résistance de la jeunesse de la ville et de ses environs à l'occupant allemand dont l'occupation s'est déroulée de 1941 à 1943.

## Sculpture
Les auteurs de cette composition sculptée — Vladimir Gratchiov et Valentina Gratchiova - ont voulu représenter un couple de jeunes gens, un garçon et une jeune fille se tenant la main côte à côte. Ils se trouvent sur un petit piédestal de granite rouge, entouré de fleurs face à l'entrée du parc Gorki. La composition mesure 4 mètres de hauteur. Les personnages sont faits de béton armé recouvert de fines feuilles de cuivre. Une cartouche devant les personnages délivre le « Serment » de la jeunesse.
Я, вступая в ряды борцов Советской власти против немецких захватчиков, 

клянусь, что: 

1. Буду смел и бесстрашен в выполнении даваемых мне заданий. 

2. Буду бдителен и не болтлив. 

3. Беспрекословно буду выполнять даваемые мне поручения и приказы. 

4. Если я нарушу клятву, пусть моим уделом будет 

всеобщее презрение и смерть
(Moi, rejoignant les rangs des combattants soviétiques contre les occupants allemands, jure que le serai brave et sans peur dans l'accomplissement des tâches qui me seront données; que je serai alerte et que je ne parlerai pas; que j'obéirai aux instructions et aux ordres reçus; et que si je romps mon serment, que mon sort de soit que mort et mépris général)
Les sculpteurs ont refusé de travailler dans un style « cliché » avec des poses héroïques, mais ont préféré représenter un couple d'adolescents immobiles et réfléchis, prêts à affronter un sort dont ils ne se rendent pas bien compte encore, afin de sauver leur patrie. Sur les blocs massifs de granite rouge menant vers la sculpture, on remarque les vers gravés de Guennadi Soukhoroutchenko : « Inclinez-vous, descendants, devant les héros issus du peuple vengeur ! Leur chemin n'a pas été facile; mais ils n'en ont pas cherché d'autres. Inclinez-vous, descendants, sur ce lieu sacré ; soyez dignes de ceux qui sont morts pour leur cher Taganrog natal ! »

## Historique
C'est en 1965, à la veille des célébrations des vingt ans de la fin de la guerre et de la Victoire qu'un groupe de jeunes résistants de Taganrog à l'occupation allemande se voit décerner post mortem des décorations et des médailles. Heinrich Borissovitch Hofmann commence ses recherches documentaires à propos de cette résistance qui aboutissent à son livre Les Héros de Taganrog. Une plaque est inaugurée au square de la ruelle du Spartak en leur honneur ; mais ce n'est qu'en 1972 que le conseil municipal sous l'impulsion de son premier secrétaire, Evgueni Stroukov, décide de prendre le taureau par les cornes. L'inauguration du monument pour les trente ans de la libération de la ville est au centre des festivités.

## Lieux

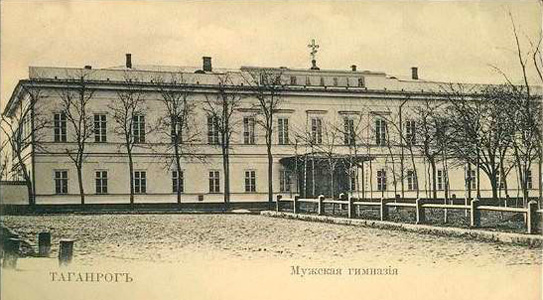
Square du lycée de garçons au XIXe siècle

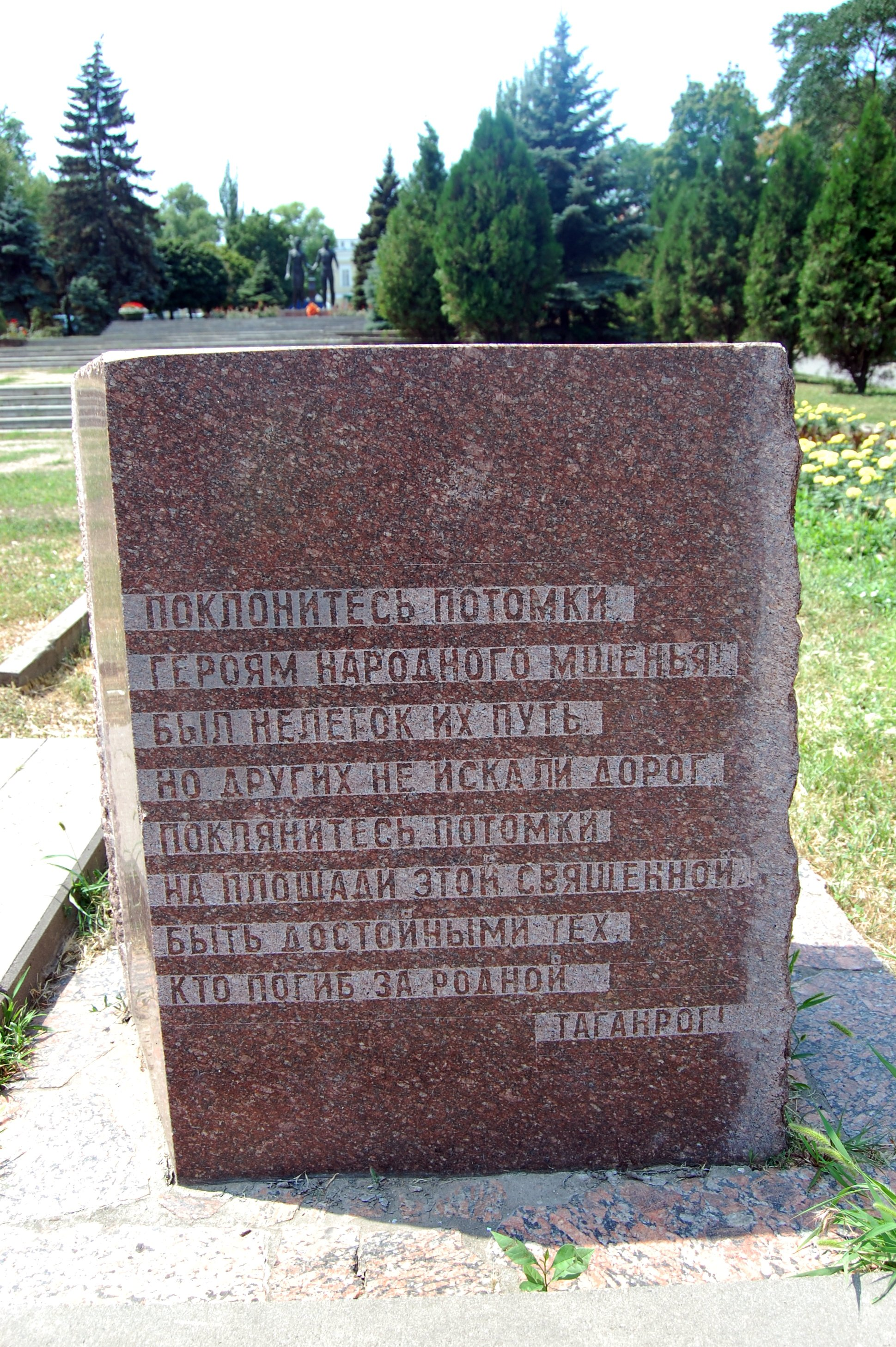
Plaque mémorielle en 2012

Le lieu de l'érection du groupe sculpté est hautement symbolique. Le centre du square de la ruelle du Spartak se trouve en effet devant l'ancien lycée impérial de garçons où étudia Anton Tchekhov. Avant la guerre, il s'agissait du lycée mixte n°2 Tchekhov, dont un certain nombre d'anciens élèves rejoignirent les rangs de la résistance. Un groupe était dirigé par Semion Morozov qui était employé dans cette école secondaire. Parmi les anciens élèves du lycée, Youri Pazon, Nonna Trofimova, Sergueï Weiss, Nikolaï Kouznetsov et Anatoli Nazarenko furent arrêtés et fusillés. Tous furent décorés post mortem.
À l'époque de l'occupation allemande (1941-1943), les locaux de la Gestapo étaient installés dans l'ancien lycée, où un grand nombre d'habitants de la ville furent interrogés et torturés et où certains moururent.
Le groupe monumental se trouve aussi dans l'axe de l'entrée du parc municipal Gorki, permettant ainsi une large perspective..

## Inauguration

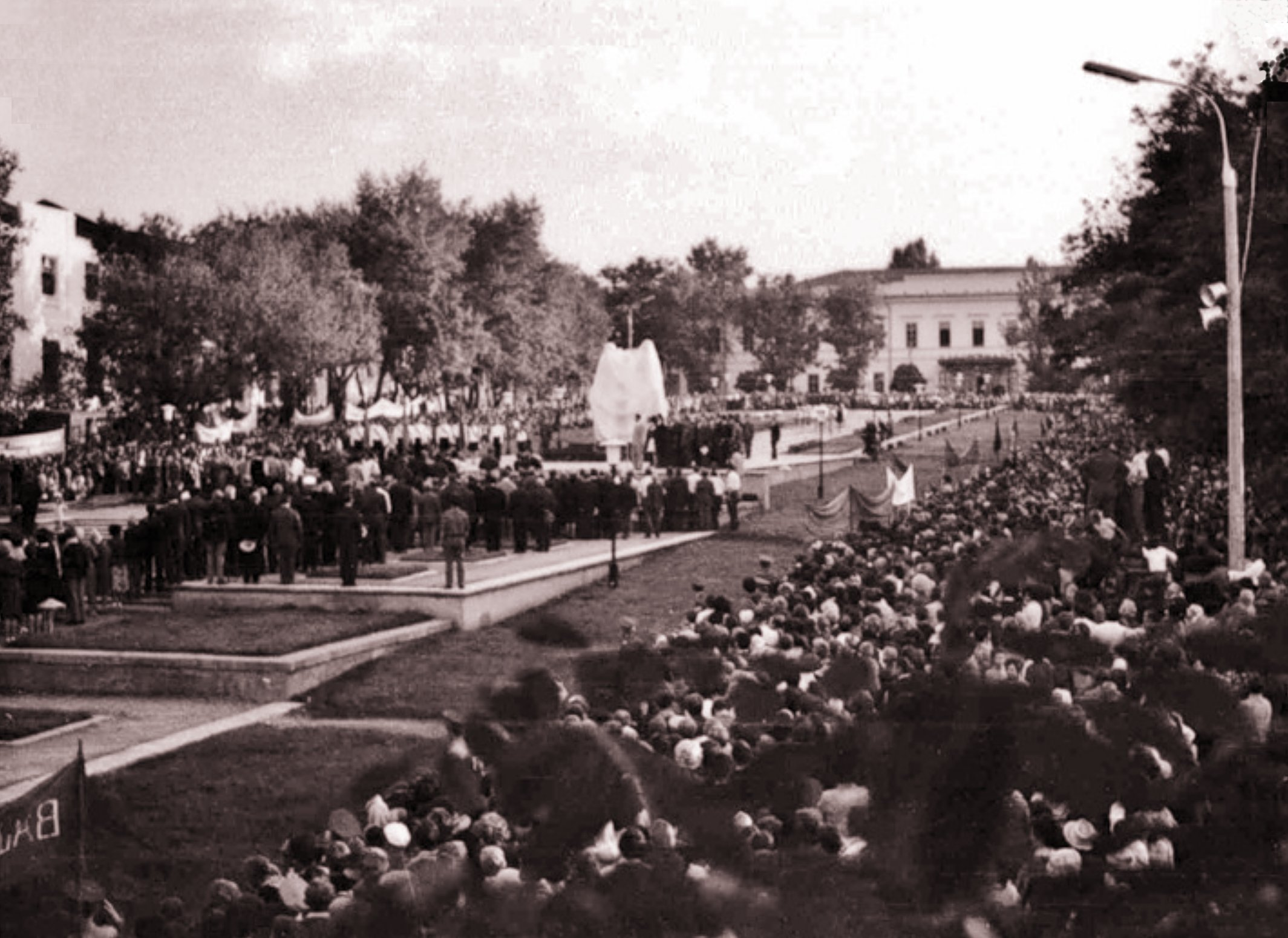
Inauguration du monument le 28 août 1973

L'inauguration a lieu devant la foule des célébrations des trente ans de la libération de la ville avec le conseil municipal et des représentants des associations de jeunesse, ainsi que des familles des disparus et les anciens combattants. Des poèmes de Soukhoroutchenko en l'honneur des résistants furent déclamés et une minute de silence fut respectée suivie d'une salve d'honneur.

## État du monument

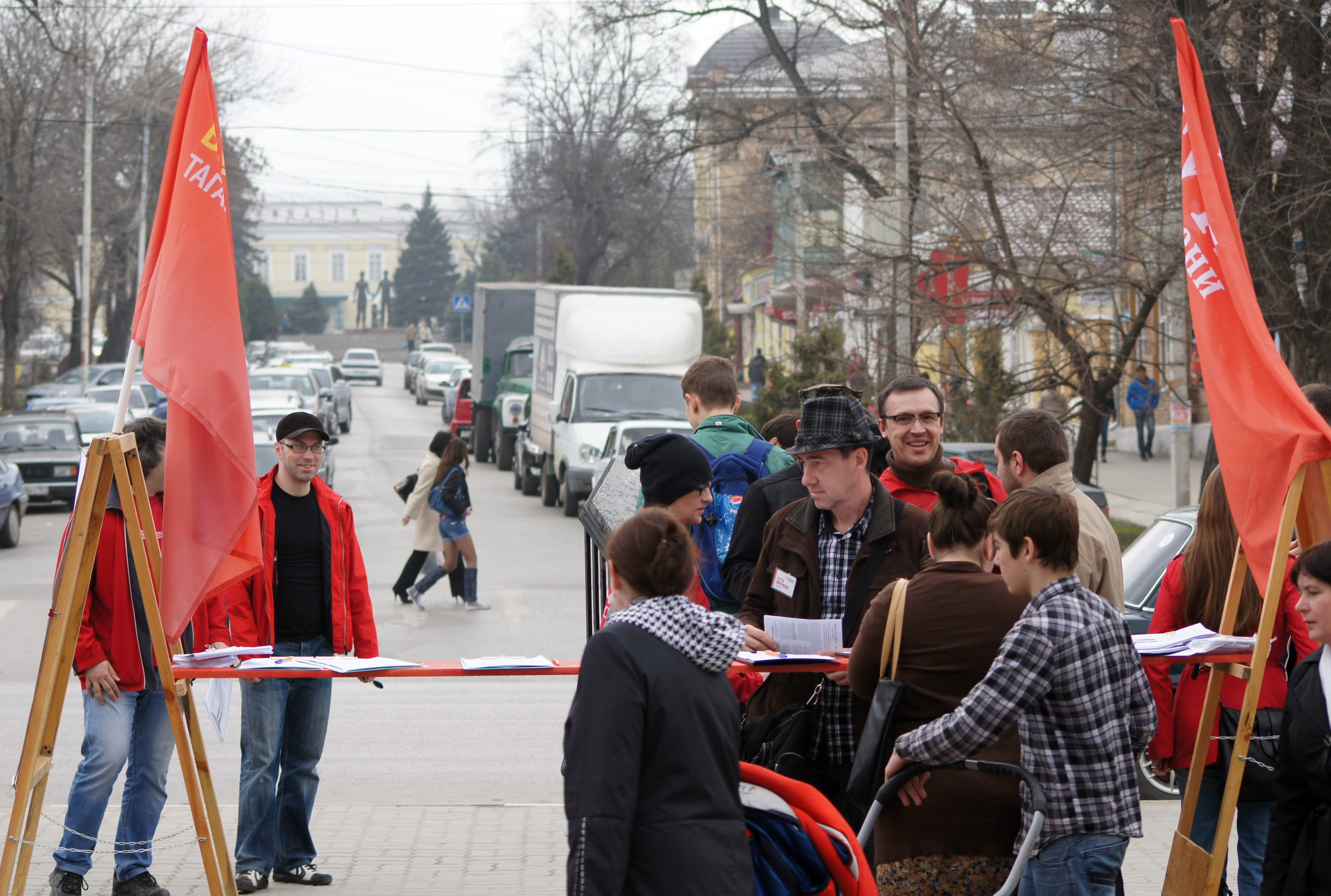
Piquet devant le monument le 7 avril 2013

L'état du monument est pleinement satisfaisant, malgré quelques restaurations nécessaires concernant notamment le texte du serment qui est abîmé. En février 2013, à la veille des célébrations du quarantième anniversaire de la libération de Taganrog, la question est posée au conseil municipal d'ériger une stèle en l'honneur de Taganrog, ville ayant reçu le titre en cette année 2013 de ville glorieuse de la guerre, et certains membres du conseil sont en faveur de mettre la stèle à la place du monument du Serment de la jeunesse, tandis que ce dernier serait installé à l'intérieur du parc Gorki, près de la flamme éternelle. La décision est prise le 29 mars 2013, à la surprise des habitants de Taganrog,.  
Vladimir Gratchiov, coauteur de la sculpture, est d'avis qu'elle ne survivrait pas à un démontage. Le 17 avril 2013, un piquet de protestation s'installe devant le monument pour empêcher son transfert qui prolonge son action pendant dix jours, tandis que des pétitions circulent et que le scandale atteint la Douma d'État.
Finalement le conseil municipal recule et en mai déclare qu'une autre place est prévue pour la nouvelle stèle. Une réunion publique de célébration en l'honneur des résistants et de la victoire du mouvement des habitants opposés au transfert du monument a lieu le 30 août 2013.

## Source de la traduction
- (ru) Cet article est partiellement ou en totalité issu de l’article de Wikipédia en russe intitulé « Памятник таганрогским подпольщикам «Клятва юности» » (voir la liste des auteurs).